# Helveticosauridae
Famille
Genres de rang inférieur
- † Eusaurosphargis Nosotti & Rieppel, 2003
- † Helveticosaurus Peyer, 1955 espèce type

Les Helveticosauridae sont une famille fossile de reptiles marins basaux connus au Trias moyen (Anisien-Ladinien) dans le Sud de la Suisse et le Nord de l'Italie.

## Historique
La famille des Helveticosauridae est décrite en 1955 par le paléontologue Bernhard Peyer (d), en même temps que le genre Helveticosaurus.

### Fossiles
Selon Paleobiology Database en 2025, la famille des Helveticosauridae a six collections référencées de fossiles. ces six collections sont du Bithynien au Ladinien du Trias moyen, c'est-à-dire datent de 247,2 à 237 Ma avant notre ère.

### Répartition
Ces six collections proviennt de trois pays, deux collections des Pays-Bas, d'Italie et de Suisse.

## Helveticosaurus
L'espèce type de la famille est Helveticosaurus zollingeri, nommée par Bernhard Peyer (de) en 1955 sur la base d'un seul spécimen presque complet, T 4352, récolté à Cava Tre Fontane, à la limite aniso-ladinienne du site fossilifère du Monte San Giorgio, en Suisse.
Peyer (1955) a considéré l'espèce comme un membre très distinctif de l'ordre des Placodontia, et ainsi érigé la famille des Helveticosauridae, ainsi que la super-famille des Helveticosauroidea.

## Eusaurosphargis
Nosotti et Rieppel (2003) ont décrit le genre Eusaurosphargis à partir des couches équivalentes à Cava di Besano de la Formation de Besano (limite Anisienne-ladinienne) d'Italie. Leur analyse phylogénétique le considère comme un groupe frère d'Helveticosaurus, et ainsi il a été assigné aux Helveticosauridae. Sur la base de la description dans la littérature disponible pour Saurosphargis (dont l'holotype est perdu), ils l'ont considéré comme tombant également dans la famille des Helveticosauridae.

## Autres
L'anatomie de Saurosphargis a finalement été clarifiée par des comparaisons avec les spécimens bien conservés de Sinosaurosphargis  et, par conséquent, Saurosphargis n'est plus considéré comme un nomen dubium et pouvait donc être inclus dans une analyse phylogénétique. Li et al. (2011) ont prouvé que Saurosphargis et Sinosaurosphargis forme un clade séparé de celui d'Eusaurosphargis et d'Helveticosaurus , ainsi Saurosphargis a été retiré des Helveticosauridae et placé dans sa propre famille, les Saurosphargidae avec Sinosaurosphargis.

### Publication originale
- [1955] Bernhard Peyer, « Die Triasfauna der Tessiner Kalkalpen. XVIII. Helveticosaurus zollingeri, n.g. n.sp. », Schweizerische Paläontologische Abhandlungen, vol. 72,‎ 1955, p. 3–50.